# Birgit Cullberg
Birgit Ragnhild Cullberg (uitspraak: ˌbiɹːgit ˈkɵlːbæɹʝ) (Nyköping, 3 augustus 1908 – Stockholm, 8 september 1999) was een Zweedse danseres, choreografe en balletregisseur. In 1967 richtte ze het Cullberg Ballet op.

## Biografie
Birgit Cullberg was een dochter van Carl Cullberg en Elna Westerström. Haar vader was bankdirecteur.
Cullberg kreeg haar eerste balletlessen in Stockholm in 1929 bij de Russische Wera Alexandrovna. Van 1931 tot 1935 studeerde ze literatuur aan de Universiteit van Stockholm. Tegelijkertijd studeerde ze vanaf 1932 moderne dans bij Jeanna Falk en Gertrude Engelhardt, leerlingen van de bekende danspedagoge Mary Wigman, en debuteerde ze dat jaar met haar eerste solodans. Van 1935 tot 1939 studeerde ze moderne dans bij Kurt Jooss aan de Dartington Hall School in Devon, Engeland, en werkte ze als danseres en choreograaf in zijn studiegroep. Ook studeerde ze bij Martha Graham in New York. In 1939 keerde ze terug naar Zweden en richtte daar haar eerste dansgroep op, die met tussenpozen gedurende de jaren 1940 bleef functioneren. In 1946 werd ze mededirecteur van het Zweedse Danstheater, opgericht door Ivo Cramér. In 1949 richtte ze opnieuw een eigen gezelschap op. Tegelijkertijd vervolgde ze met een studiebeurs haar opleiding in Londen en Parijs.

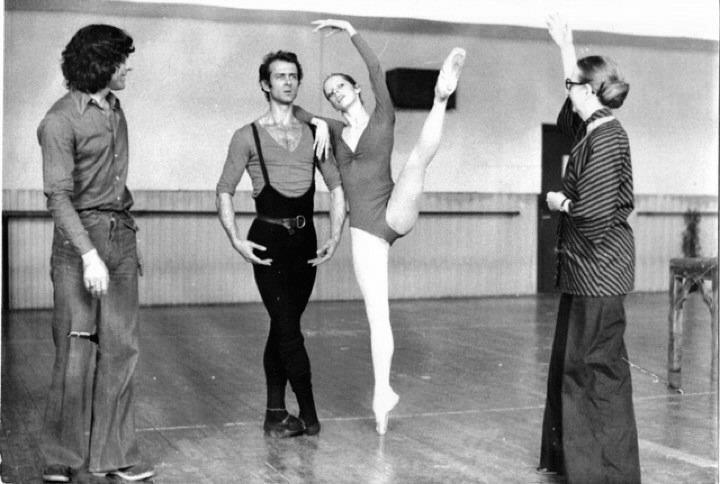
Cullberg (rechts) met dansers van het Iraans Nationaal Ballet (1978)

In 1950 beleefde ze haar internationale doorbraak met de première van haar balletten Fröken Julie (gebaseerd op Strindbergs drama Freule Julie) en Medea (met Maurice Béjart als Jason), en een choreografie voor het Koninklijk Zweeds Ballet, waarvoor ze in de daaropvolgende jaren diverse andere dansstukken maakte. Ze werkte ook voor de Opera van Göteborg in 1956, het Koninklijk Deens Ballet in 1957 en het Fins Nationaal Ballet in 1959. In 1957 werd haar ballet Fröken Julie voor het eerst overgenomen door een Duits gezelschap (Dortmund), een jaar later gevolgd door het American Ballet Theatre (reprises in 1960 en 1961). Eveneens in 1958 regisseerde ze haar Medea bij het New York City Ballet. Sinds 1961 choreografeert ze ook voor de Zweedse en Noorse televisie, waardoor ze bekendheid verwierf als "pionier op het gebied van televisiedans". Tijdens de Bayreuther Festspiele van 1965 choreografeerde ze de Bacchanalia in de opera Tannhäuser van Richard Wagner. In 1967 richtte ze het nog bestaande Cullberg Ballet op. Op hoge leeftijd choreografeerde ze nog voor het Teatro Regio di Torino in Turijn (1985), het Ballet van Venetië (1988) en het Operahuis van Boedapest (1990).
Birgit Cullberg was van 1942 tot 1949 getrouwd met acteur Anders Ek. Ze was de moeder van de danser Niklas Ek, de danser, choreograaf en regisseur Mats Ek en de actrice Malin Ek.

## Werken (selectie)

### Choreografie
- 1944: Romeo en Julia (eenakter)
- 1950: Fröken Julie / Miss Julie (muziek: Ture Rangström; in juli 1960 te zien tijdens het Holland Festival in de Stadsschouwburg Amsterdam, uitgevoerd door het American Ballet Theatre)[1]
- 1950: Medea (gebaseerd op Euripides' Medeia
- 1950: Oscarsbalen ("Oscars bal"; gebaseerd op Gustaf Frödings Balen; muziek: Dag Wirén)
- 1953: Drottningens juvelsmycke ("De juwelen van de koningin"; gebaseerd op de gelijknamige roman van Carl Jonas Love Almqvist)
- 1957: Månrenen ("Het maanrendier"; muziek: Knudåge Riisager)
- 1960: Fruen fra havet / The Lady from the Sea (muziek: Knudåge Riisager)
- 1963: Salome (muziek: Hilding Rosenberg)
- 1967?: Jag är inte du / Fedra ("Ik ben jou niet / Phaedra"), openingsvoorstelling Cullberg Ballet, 5 maart 1967
- 1967?: Lekvattnet ("Speelwater"), openingsvoorstelling Cullberg Ballet
- 1968: Eurydike är död ("Euridice is dood")
- 1976: Rapport (muziek: Pettersons Symfonie nr. 7)

### Filmografie
- 1942: General von Döbeln
- 1950: Ung och kär ("Jong en verliefd")
- 1953: Vägen till Klockrike (De weg naar het Klokkenrijk)
- 1960: Den elaka drottningen ("De boze koningin"; televisiefilm; muziek: Dag Wirén)
- 1970: Rött vin i grönt glas ("Rode wijn in een groen glas"; televisiefilm)
- 1987: Peer Gynt och hans mamma ("Peer Gynt en zijn moeder")

## Prijzen, eerbewijzen

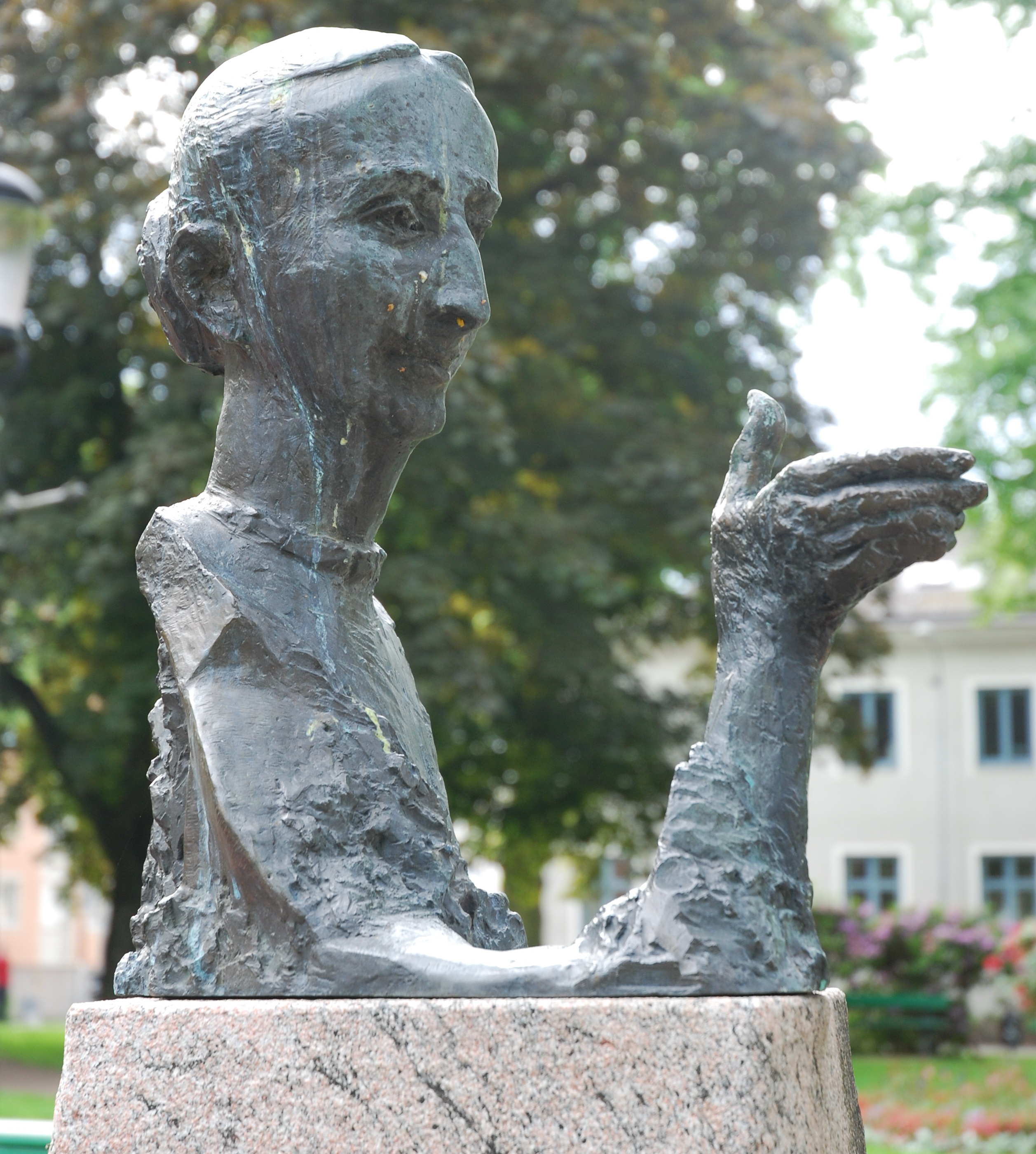
Bronzen borstbeeld bij het theater in Cullbergs geboortestad Nyköping

- 1963: Gouden medaille van Teaterförbundet voor "buitengewoon artistiek werk"
- 1961: Carina Ari-medaille
- 1971: Prix Italia voor de dansfilm Rött vin i grönt glas (samen met Måns Reuterswärd)
- 1976: Theaterprijs van de Zweedse Academie
- 1977: Medaille Litteris et Artibus
- 1979: Benoeming tot hoogleraar aan de Universiteit van Stockholm
- 1982: CultuurprijsNatur & Kultur
- 1982: Erelid van de Södermanland-Nerike-natie
- 1983: Illis Quorum
- Commandeur in de Ordre des Arts et des Lettres (Frankrijk)
- Ridder in de Ordine al Merito della Republica Italiana